# Popondetta vittigera
Popondetta vittigera är en tvåvingeart som först beskrevs av Richards 1973.  Popondetta vittigera ingår i släktet Popondetta och familjen hoppflugor. Inga underarter finns listade i Catalogue of Life.